# Władysław Dudek (inżynier)
Władysław Dudek (ur. 8 czerwca 1922 w Lednicy Górnej, zm. 15 lutego 2001 w Krakowie) – inżynier, profesor Akademii Górniczo-Hutniczej w Krakowie, podczas II wojny światowej żołnierz Armii Krajowej.

## Życiorys
Władysław Dudek był synem Jana, górnika kopalni soli w Wieliczce i Katarzyny z Knapików. Był uczniem Gimnazjum im. Jana Matejki w Wieliczce. Podczas kampanii wrześniowej brał udział w walkach jako ochotnik w składzie 20 pułku piechoty Ziemi Krakowskiej. W 1941 roku zdał maturę w Szkole Zawodowej Budowy Maszyn w Krakowie, uzyskując dyplom technika-elektryka. Pracował jako konserwator w kopalni soli w Wieliczce. Od 1942 roku był żołnierzem Armii Krajowej, pod pseudonimem „Lenard”, brał udział w działaniach wywiadowczych i akcjach sabotażowych. Aresztowany przez Gestapo w maju 1944 roku i wkrótce zwolniony, w obawie przed możliwą dekonspiracją porzucił pracę, opuścił Wieliczkę i wstąpił do oddziału partyzanckiego Armii Krajowej „Huragan”, operującego w rejonie Dobczyc. Podczas akcji „Burza” brał udział w walkach Samodzielnego Batalionu Partyzanckiego „Skała”, między innymi w bitwie pod Złotym Potokiem 11 września 1944 roku oraz akcji likwidacji dowódcy Stützpunktu w Dalewicach 6 grudnia tegoż roku. W styczniu 1945 roku został awansowany do stopnia podporucznika. Za swoją działalność w okresie wojny był odznaczony Krzyżem Walecznych, Brązowym Krzyżem Zasługi z Mieczami, Krzyżem Partyzanckim, Krzyżem Armii Krajowej, Medalem Zwycięstwa i Wolności 1945. Opis wojennych przeżyć opublikował między innymi w dwutomowych Wspomnieniach okupacyjnych (Kraków 1993, 1995) oraz zbiorze Muzy konspiracyjne i partyzanckie w Krakowskim Okręgu AK i w Samodzielnym Batalionie Partyzanckim „Skała” (Kraków 1995).
Po ujawnieniu się we wrześniu 1945 roku rozpoczął studia na Politechnice Śląskiej, by wkrótce przenieść się do Krakowa, na Akademię Górniczą. W 1950 roku uzyskał dyplom magistra inżyniera. Pracował jako asystent i adiunkt Katedry Elektryfikacji Urządzeń Górniczych AGH, w 1966 roku uzyskując stopień docenta, w 1976 tytuł profesora nauk technicznych. W latach 1979–1982 wykładał również na Politechnice Krakowskiej. Był autorem bądź współautorem około 100 prac, podręczników, skryptów i artykułów. Wraz z profesorami Ludgerem Szklarskim i Józefem Machowskim napisał monografię Trakcja elektryczna w kopalni. Był członkiem Komitetu Górnictwa oraz Sekcji Napędu Elektrycznego i Energoelektroniki i Sekcji Trakcji Elektrycznej Komitetu Elektrotechniki Polskiej Akademii Nauk. Został odznaczony między innymi Złotym Krzyżem Zasługi, Krzyżem Kawalerskim Orderu Odrodzenia Polski oraz Złotą Odznaką „Za Zasługi dla Ziemi Krakowskiej”. W 1988 roku został członkiem honorowym Polskiego Towarzystwa Elektrotechniki Teoretycznej i Stosowanej (PTETiS).